# Max Scherzer
Pour les articles homonymes, voir Scherzer.
Maxwell M. Scherzer (né le 27 juillet 1984 à Saint-Louis, Missouri, États-Unis) est un lanceur droitier des Rangers du Texas de la Ligue majeure de baseball.
Max Scherzer remporte en 2013 avec les Tigers de Détroit le trophée Cy Young du meilleur lanceur de la Ligue américaine et gagne le même prix dans la Ligue nationale en 2016 et 2017. Il lance deux matchs sans point ni coup sûr pour Washington, les 20 juin 2015 et 3 octobre 2015. Le 11 mai 2016, Scherzer égale le record pour le nombre de retraits sur des prises avec 20, contre son ancienne équipe, les Tigers de Détroit.

## Carrière

### Diamondbacks de l'Arizona
Max Scherzer est repêché dès la fin de ses études secondaires, le 2 juin 2003, par les Cardinals de Saint-Louis. Il repousse l'offre, et entre à l'université.
Il rejoint les rangs professionnels après le repêchage amateur du 6 juin 2006 au cours de laquelle il est sélectionné par les Diamondbacks de l'Arizona au premier tour de sélection (11e choix). Il débute en Ligue majeure le 28 avril 2008 et enregistre sa première victoire au plus haut niveau le 16 mai 2009

### Tigers de Détroit

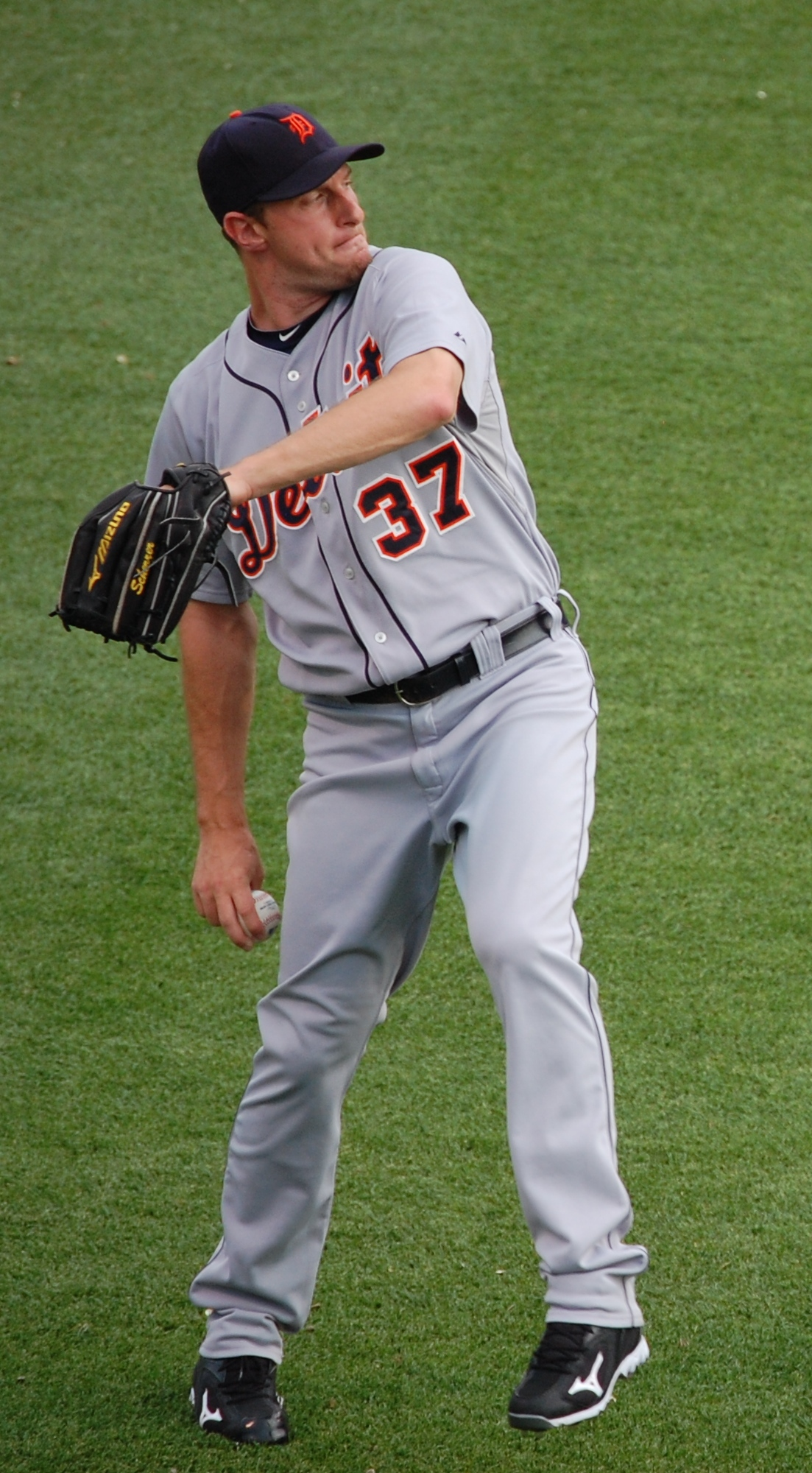
Max Scherzer en 2010.

Le 9 décembre 2009, il passe à Detroit dans un échange à trois clubs entre les Tigers, les Yankees et les D-Backs, transaction qui implique notamment Curtis Granderson et Ian Kennedy.
Il remporte 12 victoires contre 11 défaites avec une moyenne de points mérités de 3,50 en 2010 avec les Tigers.

#### Saison 2011
En 2011, il gagne 15 matchs contre 9 défaites avec une moyenne de 4,43. Il amorce le deuxième match de la Série de divisions entre les Tigers et les Yankees de New York le 2 octobre 2011 et ne donne aucun coup sûr à l'adversaire pendant cinq manches et un tiers, perdant un match sans point ni coup sûr à la sixième manche. Lanceur gagnant de cette rencontre, il encaisse une défaite en deux départs au tour éliminatoire suivant contre les Rangers du Texas.

#### Saison 2012
En 2012, Max Scherzer mène les majeures avec en moyenne 11,07 retraits sur des prises par 9 manches lancées. Il est deuxième du baseball pour le total de retraits sur des prises avec 231, seulement 8 de moins que le meneur, son coéquipier Justin Verlander. Il est deuxième chez les Tigers pour les victoires après Verlander, avec une fiche de 16-7. En 32 départs et 187 manches et deux tiers lancées, sa moyenne de points mérités s'élève à 3,74. Il joue en Série de divisions, comme lanceur partant du 4e match face aux A's d'Oakland. Il n'accorde qu'un seul point non mérité mais n'est pas impliqué dans la décision lorsque la relève des Tigers concède la victoire. Il est le lanceur gagnant du 4e match de la Série de championnat de la Ligue américaine où les Tigers l'emportent sur les Yankees de New York et accèdent à la Série mondiale. Enfin, il est le lanceur partant de son club pour le 4e match de la Série mondiale 2012 et n'est pas impliqué dans la décision dans ce match qui couronne les Giants de San Francisco comme champions.

#### Saison 2013

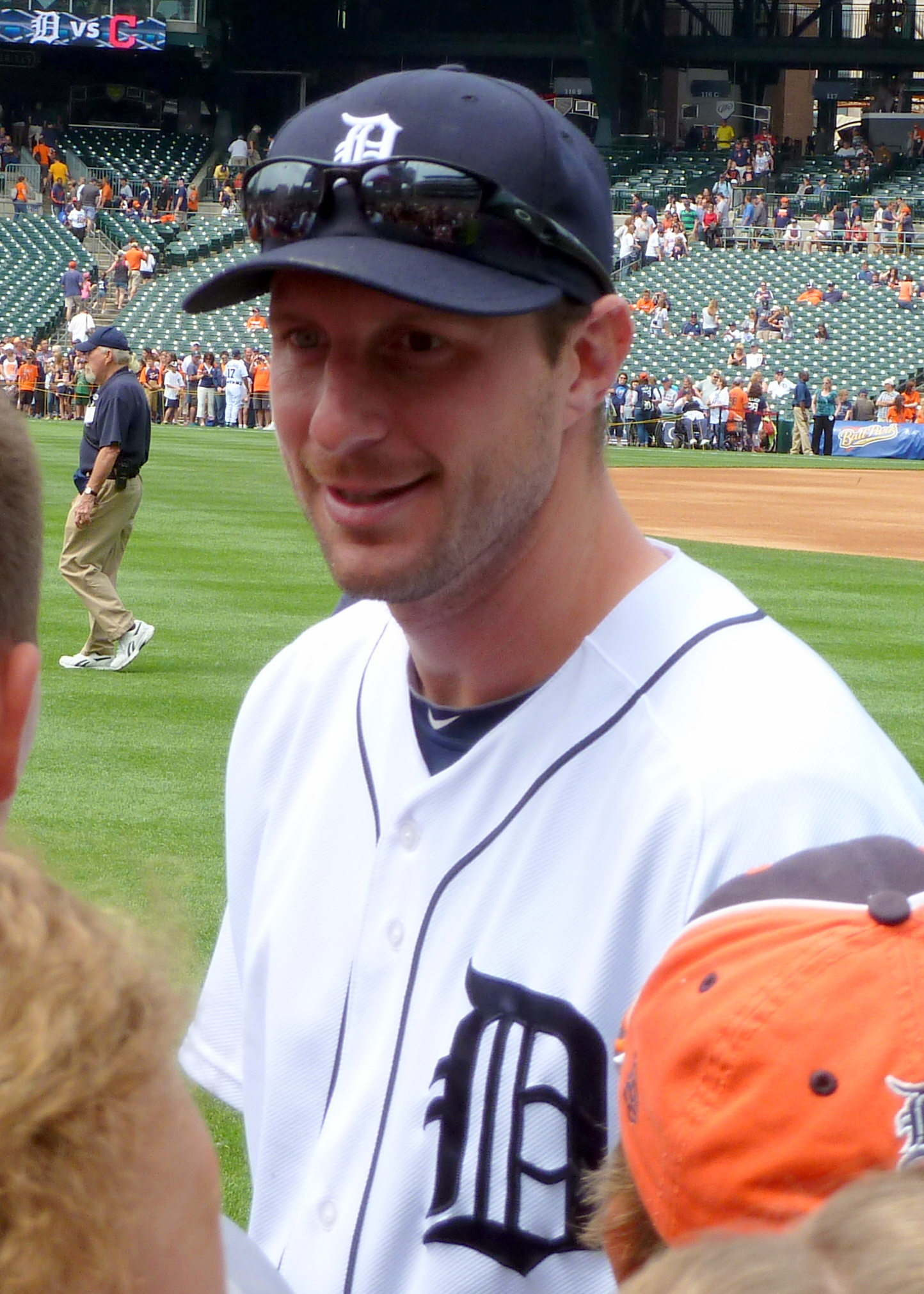
Max Scherzer en 2013.

En 2013, Max Scherzer gagne le trophée Cy Young du meilleur lanceur de la Ligue américaine.
Le 17 avril 2013, il retire 12 frappeurs sur des prises en 8 manches dans un match à Seattle où son adversaire Felix Hernandez des Mariners retire lui aussi 12 frappeurs sur des prises en 8 manches. Détroit l'emporte en 14 manches mais aucun des deux partants n'est impliqué dans une décision.
Scherzer remporte ses 11 premières décisions de la saison 2013, battant le record de franchise de 10 établi par George Mullin en 1909 et réalisant la meilleure performance du genre depuis les 11 victoires en 11 décisions de Roger Clemens pour amorcer la saison 1997 des Blue Jays de Toronto. La moyenne de points mérités de Scherzer est de 3,05 au cours des 15 départs qui lui permettent de gagner ces 11 parties. Avec 12 victoires et aucune défaite le 28 juin, Scherzer est le lanceur avec le plus de décisions gagnantes consécutives en début de saison depuis la fiche de 14-0 de Roger Clemens pour les Red Sox de Boston en 1986. Sa série de décisions sans défaite s'arrête lorsque sa fiche passe à 13-1 le 13 juillet lorsqu'il est battu par les Rangers du Texas.
Scherzer honore en juillet sa première sélection au match des étoiles et est choisi par son gérant, Jim Leyland, comme lanceur partant de l'équipe d'étoiles de la Ligue américaine le 16 juillet au Citi Field de New York.
En 2013, Scherzer est le seul gagnant de 20 victoires dans les ligues majeures. Avec une fiche de 21-3, il est premier dans les majeures pour les victoires et premier pour le ratio victoires-défaites (,875). Il lance 214 manches et un tiers, son plus haut total en carrière, en 32 départs et prend le 5e rang de la Ligue américaine pour la moyenne de points mérités (2,90). Il est meneur de l'Américaine avec une WHIP de 0,970. Ses 240 retraits sur des prises, un record personnel, le classent 2e des majeures après les 277 de Yu Darvish des Rangers du Texas et il est 2e derrière ce même lanceur avec en moyenne 10,07 retraits sur des prises par tranche de 9 manches lancées. Avec 4,28 retraits sur des prises pour chaque but-sur-balles accordé, il est aussi 5e de l'Américaine.

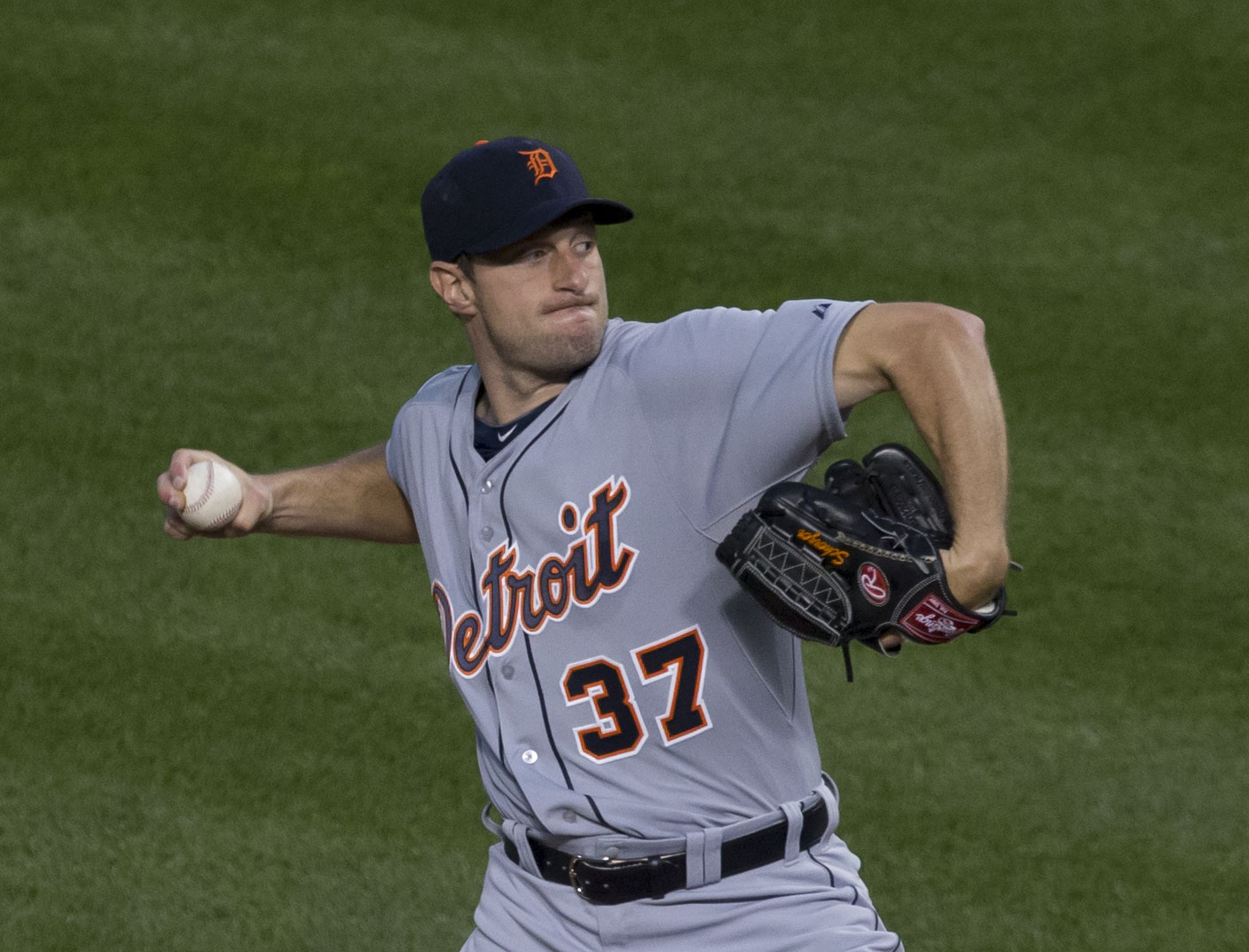
Max Scherzer en 2014 avec les Tigers de Détroit.

Le 4 octobre, Scherzer amorce au monticule les séries éliminatoires 2013 pour Détroit. Il remporte la victoire sur les Athletics d'Oakland grâce à une performance de 11 retraits sur des prises. Le 8 octobre, les Tigers font face à l'élimination dans le 4e match de la série et le gérant Jim Leyland se risque à utiliser Scherzer comme lanceur de relève, se privant de la possibilité de l'employer comme partant dans un éventuel 5e duel. Il lance deux manches et se retrouve en fâcheuse posture dans l'une d'entre elles lorsque les Athletics ont les buts remplis sans aucun retrait. Scherzer n'accorde pas de point et remporte son 2e gain en 4 jours pour ensuite passer en Série de championnat de la Ligue américaine avec ses coéquipiers. Le 13 octobre, dans le second match de la finale de l'Américaine, Scherzer perd un match sans coup sûr lorsqu'il cède devant Shane Victorino après 5 manches et deux tiers. Il réussit contre les Red Sox de Boston 13 retraits sur des prises en seulement 7 manches. C'est un retrait de moins que le record de franchise en éliminatoires, établi par Joe Coleman contre Oakland en 1972. Mais Boston revient de l'arrière contre la relève des Tigers, privant Scherzer d'une victoire. Même s'il n'est pas le lanceur qui accorde un grand chelem à Victorino dans le 6e et dernier match qui scelle l'élimination des Tigers, Scherzer est le lanceur perdant.

#### Saison 2014
Scherzer est invité au match des étoiles 2014 et est le lanceur gagnant du match remporté 5-3 par les étoiles de la Ligue américaine.
À égalité avec Corey Kluber et Jered Weaver, Scherzer mène la Ligue américaine avec 18 victoires en 2014. Il n'essuie que cinq revers. Il est 3e des majeures avec 252 retraits sur des prises et 3e avec en moyenne 10,29 retraits sur des prises par 9 manches lancées. Il lance un total de 220 manches et un tiers, un nouveau record personnel, en 33 départs et sa moyenne de points mérités s'élève à 3,15. À son seul départ en éliminatoires, il est victime de 5 points mérités en 7 manches et un tiers lancées dans le premier match de la Série de divisions et encaisse la première défaite de trois consécutives pour les Tigers, balayés par les Orioles de Baltimore.

### Nationals de Washington
Scherzer rejoint officiellement les Nationals de Washington le 21 janvier 2015 après avoir signé un contrat de 210 millions de dollars pour 7 ans, le second contrat le plus lucratif accordé à un lanceur après celui de Clayton Kershaw.

#### Saison 2015: deux matchs sans coup sûr
Scherzer est élu meilleur lanceur du mois en mai 2015 et en juin 2015 dans la Ligue nationale.
Le 14 juin 2015, Scherzer retire les 18 premiers frappeurs des Brewers de Milwaukee à lui faire face, lance un blanchissage de 4-0 au cours duquel il n'accorde qu'un seul coup sûr et établit un record des Nationals avec 16 retraits sur des prises en un match. Ses 16 retraits sur des prises sont deux de plus que la précédente marque établie le 8 juin 2010 par son coéquipier Stephen Strasburg. Il battra lui-même son record avant la fin de la saison.
Le 20 juin 2015 à Washington, Max Scherzer lance le second match sans point ni coup sûr de l'histoire des Nationals dans une victoire de 6-0 sur les Pirates de Pittsburgh. En 9 manches lancées, il réussit 10 retraits sur des prises et ne permet qu'à un seul coureur d'atteindre le premier but : José Tábata, qui est atteint par un lancer avec deux prises contre lui et deux retraits à la dernière manche. Ce n'est que la 13e fois de l'histoire qu'un lanceur perd un match parfait après 26 retraits, alors que 27 sont nécessaires pour réaliser un exploit qui n'a été vu que 23 fois dans l'histoire des majeures, et c'est la première fois depuis Hooks Wiltse en 1908 qu'un match parfait est brisé par un frappeur atteint[réf. souhaitée].
Une certaine controverse est soulevée après le match,, à l'effet que Tábata se serait délibérément placé dans la trajectoire de la balle, ce qui est interdit, afin de ruiner les chances de match parfait de Scherzer. Avec Tábata au premier but, Josh Harrison est retiré pour compléter le match sans coup sûr du lanceur des Nationals.
En deux départs les 14 et 20 juin 2015, Scherzer n'accorde aucun point sur un coup sûr, retire 54 frappeurs adverses sur 57 et retire 26 adversaires sur des prises en 18 manches lancées.

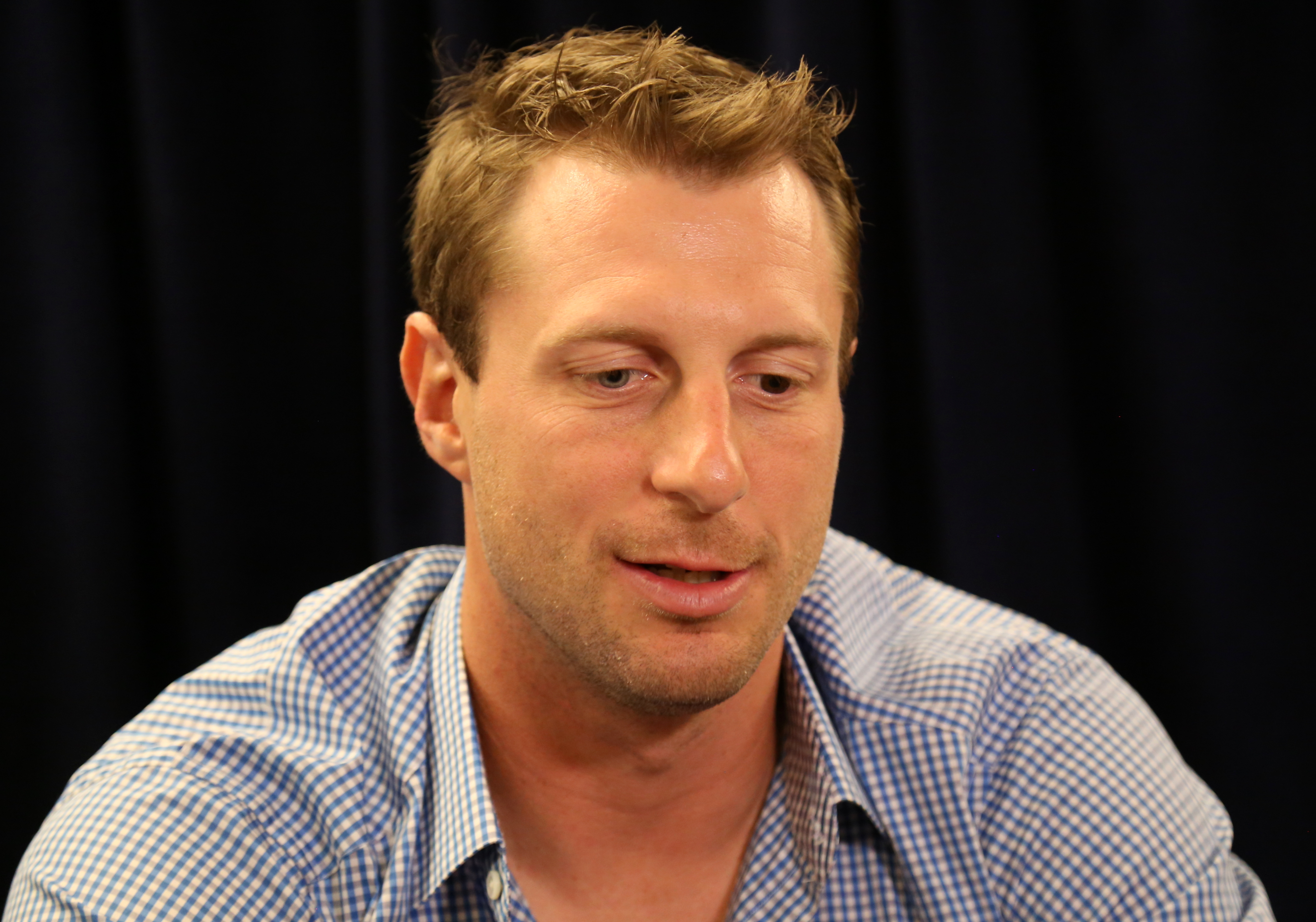
Max Scherzer en 2016.

Le 3 octobre 2015, Scherzer devient le 6e lanceur de l'histoire (après Johnny Vander Meer en 1938, Allie Reynolds en 1951, Virgil Trucks en 1952, Nolan Ryan en 1973 et Roy Halladay en 2010) à réussir deux matchs sans coup sûr dans une même saison. À New York, Scherzer mène les Nationals à une victoire de 2-0 sur les Mets. Il réussit 17 retraits sur des prises, un nouveau record personnel, un nouveau record des Nationals, et le plus haut total dans l'histoire dans un match sans coup sûr avec les 17 de Nolan Ryan le 15 juillet 1973.

#### Saison 2016
En 2016, il mène le baseball majeur avec 284 retraits sur des prises et mène la Ligue nationale avec 20 victoires (contre 7 défaites) et 228 manches et un tiers lancées. Sa moyenne de points mérités se chiffre à 2,96 et il reçoit sa 4e invitation au match d'étoiles de mi-saison.
Désigné meilleur lanceur de la Ligue nationale en 2016, Scherzer remporte le deuxième trophée Cy Young de sa carrière.

#### Saison 2017
En 2017, Scherzer est élu meilleur lanceur de la Ligue nationale pour une seconde année de suite : il remporte ainsi le troisième trophée Cy Young de sa carrière. Sa moyenne de points mérités s'élève à 2,51 en 31 départs pour Washington et il réussit 268 retraits sur des prises, le plus haut total de la Ligue nationale, en 200 manches et deux tiers lancées. Il gagne 16 rencontres contre 6 défaites.
Avec une moyenne de points mérités de 0,99 et 51 retraits sur des prises contre à peine 6 buts sur balles en 36 manches et un tiers lancées en juin 2017, Scherzer est nommé meilleur lanceur du mois de la Ligue nationale, un honneur qu'il reçoit pour la 3e fois de sa carrière.
Scherzer est le lanceur partant des étoiles de la Ligue nationale au match des étoiles 2017 à Miami. Scherzer, qui honore sa 5e sélection en 5 ans, avait été le lanceur partant de la Ligue américaine au match des étoiles 2013, ce qui en fait le 5e lanceur de l'histoire à débuter une partie d'étoiles pour chaque ligue, après Vida Blue (Américaine en 1971 et 1975, Nationale en 1978), Roger Clemens (Américaine en 1986 et 2001, Nationale en 2004), Roy Halladay (Américaine en 2009 et Nationale en 2011) et Randy Johnson (Américaine en 1995 et 1997, Nationale en 2000 et 2001).
Le 1er août 2017 face au lanceur Chris O'Grady des Marlins de Miami, Scherzer frappe son premier coup de circuit dans les majeures.

## Vie personnelle
Scherzer est hétérochrome, c'est-à-dire que les iris de ses yeux sont de couleurs différentes : son œil droit est bleu et son œil gauche est brun. En 2011, les Tigers offrent à leur partisans une figurine bobblehead de Scherzer où cette particularité est représentée.

## Statistiques
| Saison | Équipe     | G   | GS  | CG | SHO | V   | D  | SV | IP     | SO   | ERA  | WHIP | BAA  |
| ------ | ---------- | --- | --- | -- | --- | --- | -- | -- | ------ | ---- | ---- | ---- | ---- |
| 2008   | Arizona    | 16  | 7   | 0  | 0   | 0   | 4  | 0  | 56.0   | 66   | 3.05 | 1.23 | .234 |
| 2009   | Arizona    | 30  | 30  | 0  | 0   | 9   | 11 | 0  | 170.1  | 174  | 4.12 | 1.34 | .253 |
| 2010   | Détroit    | 31  | 31  | 0  | 0   | 12  | 11 | 0  | 195.2  | 184  | 3.50 | 1.25 | .244 |
| 2011   | Détroit    | 33  | 33  | 0  | 0   | 15  | 9  | 0  | 195.0  | 174  | 4.43 | 1.35 | .272 |
| 2012   | Détroit    | 32  | 32  | 0  | 0   | 16  | 7  | 0  | 187.2  | 231  | 3.74 | 1.27 | .250 |
| 2013   | Détroit    | 32  | 32  | 0  | 0   | 21  | 3  | 0  | 214.1  | 240  | 2.90 | 0.97 | .198 |
| 2014   | Détroit    | 33  | 33  | 1  | 1   | 18  | 5  | 0  | 220.1  | 252  | 3.15 | 1.18 | .238 |
| 2015   | Washington | 33  | 33  | 4  | 3   | 14  | 12 | 0  | 228.2  | 276  | 2.79 | 0.92 | .208 |
| 2016   | Washington | 34  | 34  | 1  | 0   | 20  | 7  | 0  | 228.1  | 284  | 2.96 | 0.97 | .199 |
| 2017   | Washington | 31  | 31  | 2  | 0   | 16  | 6  | 0  | 200.2  | 268  | 2.51 | 0.90 | .178 |
| 2018   | Washington | 33  | 33  | 2  | 1   | 18  | 7  | 0  | 220.2  | 300  | 2.53 | 0.91 | .188 |
| 2019   | Washington | 27  | 27  | 0  | 0   | 11  | 7  | 0  | 172.1  | 243  | 2.92 | 1.03 | .222 |
| Totaux | Totaux     | 365 | 356 | 10 | 5   | 170 | 89 | 0  | 2290.0 | 2692 | 3.20 | 1.09 | .222 |

Note : G = Matches joués ; GS = Matches comme lanceur partant ; CG = Matches complets ; SHO = Blanchissages ; 
V = Victoires ; D = Défaites ; SV = Sauvetages ; IP = Manches lancées ; SO = Retraits sur des prises ; ERA = Moyenne de points mérités.